# Alina Kamińska (chemik)
Alina Władysława Kamińska, z domu Dudzic (ur. 11 stycznia 1929 w Rogawce, zm. 29 kwietnia 2024) – polska chemiczka, specjalizująca się w chemii fizycznej i fizykochemii polimerów.
W 1954 roku ukończyła studia na Uniwersytecie Mikołaja Kopernika. W 1963 roku uzyskała stopień doktora, a w 1976 – doktora habilitowanego. 9 marca 1992 otrzymała tytuł profesora nauk chemicznych. W latach 1996–1999 pełniła funkcję kierownika Zakładu Chemii Ogólnej na Wydziale Chemii UMK.
Prowadziła badania nad procesami fotochemicznymi, zachodzącymi w polimerach syntetycznych i naturalnych, a także próby modyfikacji związków wielkocząsteczkowych pod kątem otrzymywania biodegradowalnych tworzyw sztucznych.

## Wybrane publikacje
- Wpływ masy cząsteczkowej i polimolekularności polimerów na ich właściwości fizyczne i mechaniczne oraz na odporność na działanie promieniowania UV (Toruń, 1975)